# Bartolomé Ferrer
Bartolomé Ferrer, també anomenat Bartolomé Ferrelo (levantisco, costa de Llevant), 1499 - Mèxic, 1550) fou un mariner i conqueridor espanyol que va ser pilot al comandament de João Rodrigues Cabrilho, capità portuguès a les ordres del virrei de Mèxic, que va ser enviat amb dos vaixells el 1542 a explorar la part nord de Califòrnia. L'expedició de Cabrilho va ser la primera exploració de la costa oriental americana.
L'expedició va començar el 27 de juny des de Barra de Navidad (Jalisco) i arribà al nord de Monterrey. Cabrilho va morir el gener de 1543, a l'illa de San Bernardo, al costat del canal de Santa Bàrbara, però Ferrer, que el va succeir en el comandament, va continuar els seus descobriments i arribà fins a l'actual Port Orford, a l'estat d'Oregon.

## Expedició de Cabrilho
Bartomeu Ferrer anava com a pilot a les ordres de João Rodrigues Cabrilho, capità portuguès a les ordres del virrei de Nova Espanya, Antonio de Mendoza, que havia estat enviat el 1542 a explorar amb tres vaixells la part nord de l'actual estat de Califòrnia. Les naus eren el Sant Salvador, la nau insígnia, un galió de 200 tones que Cabrilho mateix havia construït, La Victòria d'unes 100 tones, i la fragata "o bergantí Sant Miquel amb vint rems. L'expedició de Cabrilho va ser la primera exploració que va explorar la costa oriental dels actuals Estats Units.
L'expedició va partir el 27 de juny des de Barra de Navidad (Jalisco). Acompanyaven a Cabrilho mariners, soldats, indis, esclaus africans, un sacerdot, aliments per a dos anys, animals de marxa i mercaderies. Navegar al llarg de la costa fins punta de l'Any Nou (37° 10′ N), al nord de l'actual Monterrey. Les naus es van separar a causa dels forts vents i tempestes i després de diversos dies de recerca es van reunir el 15 de novembre i navegant sense rumb, van descobrir la badia dels Pins, coneguda actualment com a Monterey Bay. El 18 de novembre van navegar cap al sud, buscant el resguard de la badia de l'illa Sant Miquel, on van arribar el dia 23. Els següents tres mesos els passen aquí tot esperant que acabessin les tempestes d'hivern, aprofitant per a reparar les embarcacions. Allà, al voltant de la vigília de Nadal, Cabrilho va sortir del seu vaixell i s'estellà el canyell en ensopegar amb una roca irregular. La ferida es va gangrenar i va morir el 3 de gener de 1543 i es creu que les seves restes van ser sepultades a una de les illes de Santa Barbara (batejada per Ferrer illa de Juan Rodríguez, actualment illa de San Miguel, enfront de la ciutat de Los Angeles.
Ferrer el va succeir en el comandament de la flota i va continuar els descobriments cap al nord, fins a aconseguir la latitud 43° N, on va veure la costa del cap Blanc, que més tard George Vancouver batejarà com cape Orford (dins l'avui estat d'Oregón).
El fred excessiu, la manca de provisions, les malalties i la insalubritat del seu vaixell, els van obligar a tornar poc abans del paral·lel esmentat en les seves instruccions. Als 41° 30′ N va descobrir un punt destacat de la costa al qual, en honor del virrei, li va donar el nom de Cap Mendocino. Des d'aquest punt es va embarcar de retorn cap a Barra de Navidad, situada a 19° 45′ N, on van arribar el 14 d'abril 1543; així Ferrer va poder establir que la costa era una línia contínua entre aquests dos punts. No es coneix amb precisió fins on va arribar Ferrer, però va tocar segurament les costes de l'actual estat d'Oregon, tant és així que es va batejar un cap amb el seu nom a l'anglesa: cap Ferrelo
En aquest viatge sovint va veure nadius del país, que estaven gairebé nus, amb els rostres pintats, que vivien de la pesca i habitaven grans cases. John William Last fa una explicació completa de l'expedició en History of the Índies. Wilhelm von Humboldt, en el seu treball sobre Mèxic, corregeix diverses declaracions errònies de l'historiador neerlandès, que van ser tretes d'obres d'antics escriptors espanyols, basant les seves correccions en alguns documents que va tenir ocasió d'examinar a Mèxic.